# Toshiba 4S

Image en coupe transversale du design 4S

Le Toshiba 4S (Super Safe, Small and Simple) est un concept de petit réacteur modulaire de type RNR refroidi au sodium.

## Description générale
La conception de la centrale est développée en partenariat entre Toshiba et l'institut central de recherche des industries électriques (CRIEPI) du Japon.
Les spécifications techniques du réacteur 4S sont singulières dans l'industrie nucléaire. Le cœur du réacteur serait situé à 30 m sous terre dans une enveloppe cylindrique hermétique, tandis que le bâtiment au-dessus du sol serait d'une taille de 22×16×11 m. Cette centrale est conçue pour fournir 10 mégawatts de puissance électrique avec une version de 50 MW disponible dans le futur.
Le 4S est un réacteur à neutrons rapides au sodium. Il utilise des panneaux réflecteur de neutrons en périphérie pour maintenir la densité neutronique. Ces panneaux réflecteurs remplacent de complexes barres de contrôle, tout en conservant la capacité d' arrêter la réaction nucléaire en cas d'urgence. De plus, le Toshiba 4S utilise  sodium liquide comme réfrigérant, permettant au réacteur de fonctionner entre 350 et 500 ° C, soit 200 degrés plus chaud que s'il utilisait de l'eau. Alors que l'eau bout facilement à ces températures, le sodium reste liquide et exerce qu'une très faible pression sur la cuve du réacteur même à des températures extrêmement élevées.
Le module nucléaire Toshiba 4S a été proposée comme source d'alimentation pour la ville de Galena en Alaska, mais le projet a été abandonné en 2011 et Toshiba n'a pas déposé de demande de certification de la conception.